# Hessequiu
Hessequiu (Hskiu), também chamado Seca (s k3), é mencionado na Pedra de Palermo como um faraó (rei) pré-dinástico do Baixo Egito. Como não há mais evidência sobre ele, talvez pode ter sido um faraó mítico preservado através da tradição oral ou um governante totalmente ficcional. O nome Seca talvez possa significar "o Lavrador".